# Caproni Ca.310
Die Caproni Ca.310 war ein italienischer leichter Aufklärer und Bomber.

## Entwicklung
Die Caproni Ca.310 (Libeccio – Südwestwind) wurde gleichzeitig mit der Ca.309 (Ghibli – Wüstenwind) aus der Caproni Ca.306 Borea (Nordwind) entwickelt. Die Ca.309 und Ca.310 waren strukturell ähnlich, die Ca.310 hatte jedoch ein einziehbares Fahrwerk und der Prototyp verfügte über deutlich stärkere Motoren. Es wurden Sternmotoren des Typs Piaggio PVII C.16 mit einer Leistung von je 460 PS (350 kW) anstatt der Reihenmotoren verwendet. Nach dem Erstflug am 20. Februar 1937 wurden bald die ersten Produktionsaufträge erteilt und für die Serienflugzeuge der Motor PVIII C.35 ausgewählt. Die Maschinen konnten eine Bombenlast von bis zu 400 kg tragen.
Zwischen 1937 und 1939 wurden von der Ca.310 insgesamt 229 Exemplare hergestellt. Neben den Lieferungen an die Regia Aeronautica wurden vier von ursprünglich bestellten 16 Stück für die Luftwaffe Norwegens, 16 für Peru und 12 für Jugoslawien produziert.
Da die Flugzeuge jedoch nicht die angegebene Leistung erreichten, wurde die norwegische Bestellung nach der ersten Lieferung von vier Maschinen in die Version Ca.314 geändert.
Größter ausländischer Besteller war Großbritannien, das nach 1938 aufgrund der drohenden Kriegsgefahr sehr schnell Flugzeuge für die Ausbildung von Piloten benötigte. Da Italien nach dem Kriegsausbruch noch neutral blieb, lagen zwischenzeitlich Bestellungen für 200 Ca.310 vor. Diese Bestellung wurde jedoch in eine solche für die Version Ca.311 geändert. Auf Grund des Kriegseintritts Italiens wurde diese Bestellung jedoch nicht mehr ausgeliefert.
Von den für die italienische Luftwaffe hergestellten Exemplaren wurden 16 Stück im Spanischen Bürgerkrieg bei der Aviazione Legionaria eingesetzt. Kurz vor dem Ausbruch des Zweiten Weltkriegs wurden 36 Stück nach Ungarn weitergegeben. Bis auf drei Stück wurden diese 1940 wieder zurückgegeben und im Werk in Trient überholt.

## Varianten
Ca.310 Idrowar ein ziviles, mit zwei Schwimmern ausgestattetes Wasserflugzeug.
Ca.310 bisBezeichnung für die zwölf für Jugoslawien hergestellten Maschinen mit einem fast völlig verglasten Bug ohne Abstufung.
Caproni Ca.311Bomberversion mit verglastem Bug und Defensivbewaffnung
Caproni Ca.312Version der Ca.310 mit stärkeren Motoren vom Typ Piaggio P.XVI RC 35 mit Dreiblattpropeller. Auftraggeber war Norwegen für 15 Maschinen vom Typ Ca.312 bis. Die Version erhielt wie die Ca.311 einen verglasten Bug ohne Abstufung. Die Maschinen wurden bis zur Invasion in Norwegen nicht mehr ausgeliefert, sondern gingen an die Regia Aeronautica. Das Gleiche geschah mit 24 Stück, die ursprünglich von Belgien bestellt worden waren.
Caproni Ca.313Version der Ca.310 mit Isotta-Fraschini-Asso-Motoren
Caproni Ca.314Version der Ca.313 mit verstärkter Bewaffnung
Caproni Ca.316Aus der Ca.310 Idro entwickelter Seeaufklärer für Katapultstarts

## Militärische Nutzung
Königreich Italien
- Regia Aeronautica

 Königreich Jugoslawien
- Königlich jugoslawische Luftwaffe: 12 wurden 1938 geliefert

 Jugoslawien
- Jugoslawische Luftwaffe – nach dem Krieg

 Norwegen
- Hærens flyvåpen: 4 Exemplare im Einsatz

 Peru
16 wurden 1938 geliefert
 Spanien
- Spanische Luftwaffe

 Unabhängiger Staat Kroatien
- Zrakoplovstvo Nezavisne Države Hrvatske: 7 ex-jugoslawische

 Ungarn
- Ungarische Luftwaffe: 36 wurden 1938 bestellt, aber 33 wurden 1940 zurückgegeben, da man mit den Leistungen unzufrieden war.

## Technische Daten

Dreiseitenriss

| Kenngröße             | Daten                                                               |
| --------------------- | ------------------------------------------------------------------- |
| Besatzung             | 3                                                                   |
| Länge                 | 12,20 m                                                             |
| Spannweite            | 16,20 m                                                             |
| Höhe                  | 3,52 m                                                              |
| Flügelfläche          | 38,40 m²                                                            |
| Flügelstreckung       | 6,8                                                                 |
| Leermasse             | 3040 kg                                                             |
| max. Startmasse       | 4205 kg                                                             |
| Marschgeschwindigkeit | 305 km/h                                                            |
| Höchstgeschwindigkeit | 347 km/h                                                            |
| Dienstgipfelhöhe      | 7000 m                                                              |
| Reichweite            | 1025 km                                                             |
| Triebwerke            | 2 × 7-Zylinder-Sternmotor Piaggio P VII C.16 mit je 460 PS (338 kW) |
| Bewaffnung            | 3 × 7,7-mm-MG zur Verteidigung                                      |